# 遅延証明書
遅延証明書（ちえんしょうめいしょ）は、鉄道事業者やバス事業者が自社局の運行する列車・バスの遅延を公式に証明する目的で発行する証明書である。事業者によっては延着証明書（えんちゃくしょうめいしょ）ともいう。
日本の都市交通はダイヤなどの点で世界に例をみないほど正確であり、遅延時に駅において遅延証明書を配布しているのも日本以外ではまず見られないという。

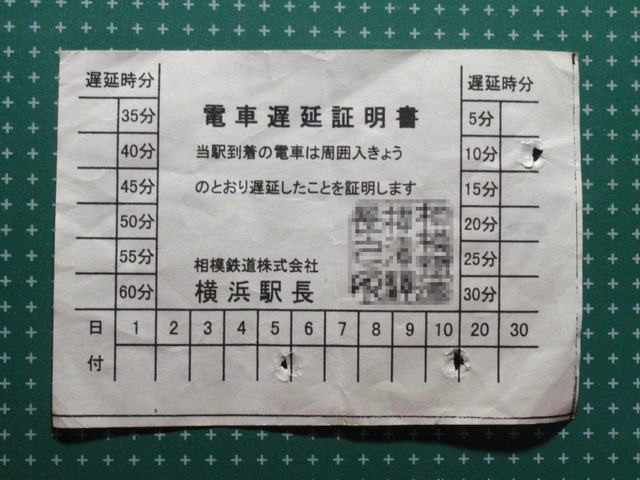
駅で発行された遅延証明書の例（相模鉄道）。この様式では周囲に入鋏枠があり、鋏痕やパンチ穴を入れることで証明としている

## 鉄道

### 目的・意義
鉄道事業者が運行する列車が何らかの理由により定刻通り運行できなかった際、列車が遅延したことを証明するために発行される証票である。なお、遅延証明書は単純に列車の遅延を証明するだけのものであり、それによって生じた損害を事業者が賠償したり、乗車券の払い戻しを行うためのものではない。
通勤・通学時に列車遅延により遅刻をした場合、この遅延証明書を所属する勤務先や学校に提出することで、その遅刻が不可抗力によるものであることが認められ、遅刻をしていないものと見なすといった配慮が所属団体からなされることがある。また、後述するインターネットのウェブサイト上で発行される遅延証明書では前述した配慮を行わない場合がある。

### 様式

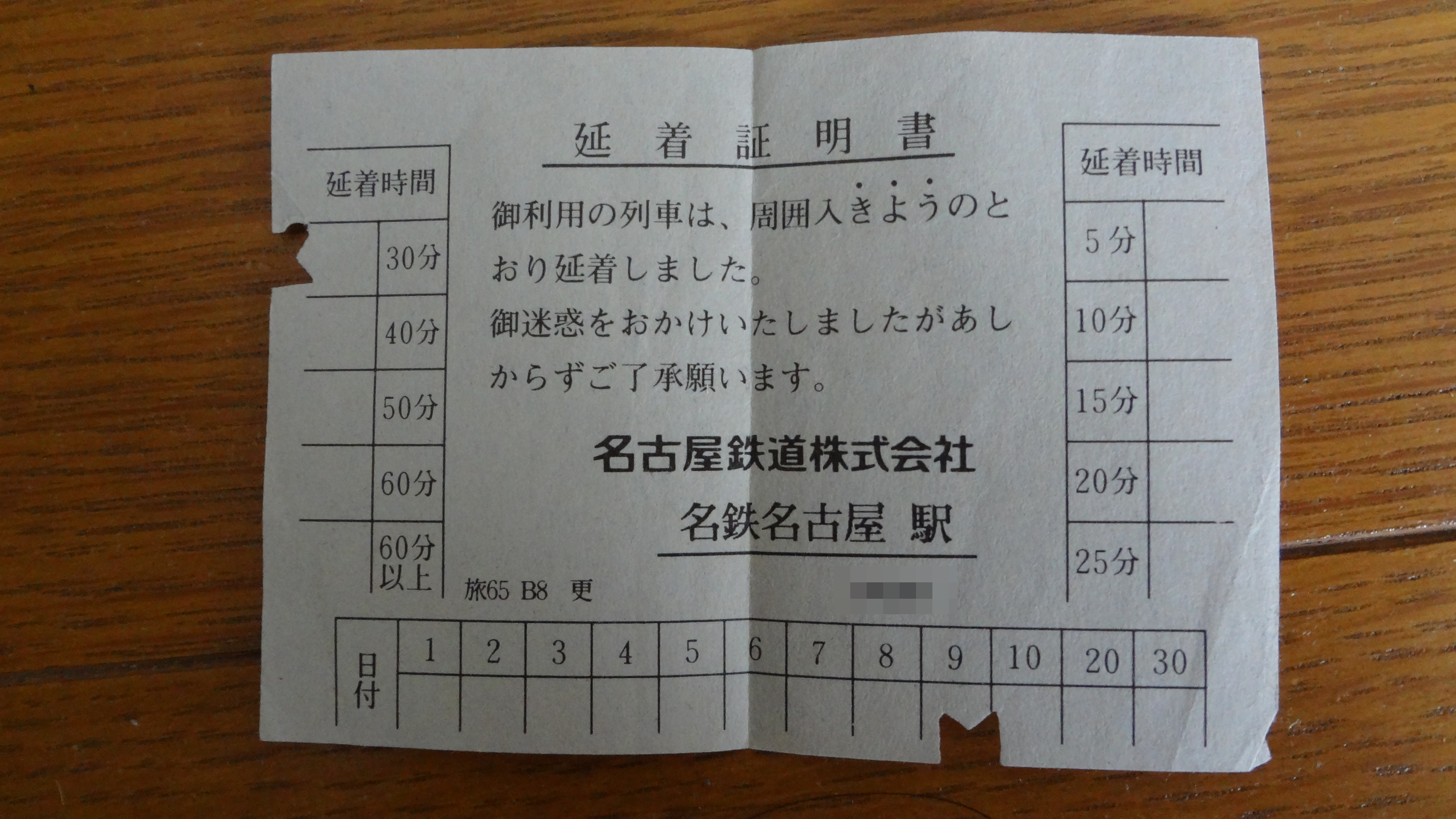
切り落とす方式の証明書の例（名古屋鉄道）。

概ね10cm×15cm前後の紙片に発行会社名、駅名（駅名の掲載がない場合もある）、列車が遅延した日付と遅延時分が記されている。

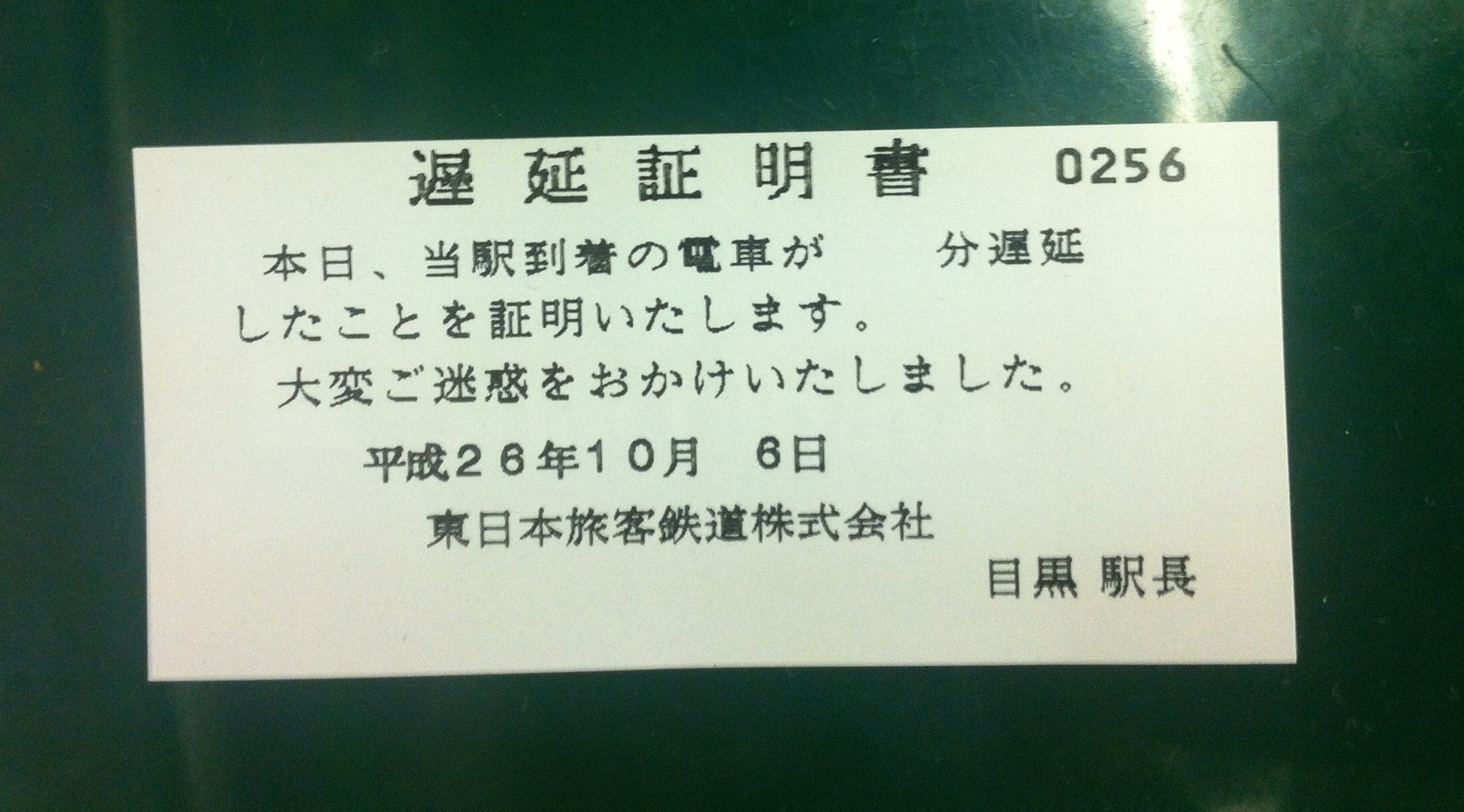
東日本旅客鉄道の遅延証明書の例

遅延証明書の様式は鉄道事業者によって異なる。また鉄道事業者によっては駅ごとに異なる場合もある。鉄道の場合、遅延による影響を受ける人数が多く、短時間で大量に作成する必要があるため、実際に発行するときには証明事項をその場で書かず、所定の欄に入鋏する、あるいはスタンプを押印する方式として作成にかかる作業時間の短縮を図っている。東日本旅客鉄道（JR東日本）など、遅延時分の記載がないまま発行する場合もある。

### 配布箇所
遅延があった路線の駅で配布される（例外あり）。また、列車直通先・接続先の路線の駅でも配布されることがある。
改札で配布されるのが一般的だが、他社線と同一ホーム上で乗り換えられる駅等では、ホーム上で配布される事もある。

#### ウェブ上での発行
大手などでは、公式ウェブサイトでの遅延証明書発行サービスを行っており、JR西日本（京阪神地区）のように紙版の発行を取り止めた事業者も存在する。なお、これは実際に列車に乗車しなくても入手できるため、「遅延が生じた列車に乗車していたことを必ずしも証明するものではない」旨が記載されている。
- 東急電鉄では、始発から24時頃まで（始発から10時までと10時以降の2段階に分かれている）の全路線における遅延証明書を同社のウェブサイトにて発行することができる。掲載基準は5分以上の遅延。掲載期間は発行当日含め7日間。
- JR東日本では、終日（始発-7時・7時-10時・10時-16時・16時-21時・21時-終電の5段階に分かれている）東京近郊17路線（一部直通運転している複数路線を一括りにしている）の遅延証明書を同社の公式ウェブサイトにて発行することができる[3]。また、同社の関連サイト「どこトレ」で運行情報を提供している他の路線については同サイトで午前7時～9時の間の遅延証明書を発行することができる。掲載基準は「おおむね」10分の遅延。掲載期間は当日の9時から30日間。

## 路線バス
路線バスの場合も鉄道と同じ目的で発行されるが、事業者によって扱いは異なり、運転士がその場で発行する事業者と、その路線を管轄する営業所で発行する事業者がある。また、バスは専用道路を走るものを除き一般の道路を走行するという特性上、道路事情によって時刻表どおりに運行する事ができない場合もあり、遅延証明書を発行しない事業者も存在する。

### 実例
- 京阪バス男山営業所（一部枚方・京田辺営業所管轄路線もあり）管内にある京阪くずはバスターミナルでは、利用者からの申し出があればインフォメーションセンターの係員が配布する。
- 西鉄バスのうち福岡市および周辺部の路線では車内に備え付けてある。出口近くの前面ガラス窓枠にある箱の中に入れられており、利用者が自由に取ることができる。
- 和歌山バス那賀終点ターミナルへ10分以上延着した場合のみ発行され中間の停車場で降車した場合は運転士判断により発行される。